# Rougnat
Rougnat est une commune française située dans le département de la Creuse en région Nouvelle-Aquitaine.

## Géographie
La commune est arrosée par le Chat Cros.
| Reterre                     | Fontanières |         |
| Arfeuille-Châtain           | Rougnat     | Charron |
| Bussière-Nouvelle Le Compas | Auzances    |         |

La commune de Rougnat est située à l'est du département de la Creuse. Cette commune est administrativement rattachée au canton d'Auzances et à l'arrondissement d'Aubusson.
Elle est limitrophe :
- Au nord, des communes de Reterre et de Fontanières (canton d'Evaux-les-Bains)
- À l'ouest de la commune d'Arfeuille-Châtain (canton d'Evaux-les-Bains)
- Au sud des communes du Compas et d'Auzances (canton d'Auzances)
- À l'est de la commune de Charron (canton d'Auzances), qui la sépare du département du Puy-de-Dôme.

La carte ci-contre, obtenue à partir d’une carte IGN, montre les limites de la commune, le réseau routier qui relie ses villages, ainsi que les principales rivières et ruisseaux qui la traversent.
La superficie de la commune est de 41 km2, sa population est de 556 habitants, soit une densité de 14 habitants par km2. Depuis le dernier recensement cette population a augmenté de 2,77 %.
L’altitude moyenne est de 557 m et le point culminant est le mont Pénury qui culmine à 632 m.

L'ensemble des villages de la commune est présenté dans une vidéo que l'on peut visionner en l'activant dans le chapitre références.

### Climat
Pour des articles plus généraux, voir Climat de la Nouvelle-Aquitaine et Climat de la Creuse.
Historiquement, la commune est exposée à un climat montagnard.  
En 2020, Météo-France publie une typologie des climats de la France métropolitaine dans laquelle la commune est exposée à un climat de montagne et est dans la région climatique Ouest et nord-ouest du Massif Central, caractérisée par une pluviométrie annuelle de 900 à 1 500 mm, maximale en automne et en hiver.
Pour la période 1971-2000, la température annuelle moyenne est de 10,2 °C, avec  une amplitude thermique annuelle de 14,9 °C. Le cumul annuel moyen de précipitations est de 889 mm, avec 11,5 jours de précipitations en janvier et 7,8 jours en juillet. Pour la période 1991-2020, la température moyenne annuelle observée sur la station météorologique la plus proche, située sur la commune d'Auzances à 3 km à vol d'oiseau, est de 10,6 °C et le cumul annuel moyen de précipitations est de 898,1 mm,. Pour l'avenir, les paramètres climatiques de la commune estimés pour 2050 selon différents scénarios d’émission de gaz à effet de serre sont consultables sur un site dédié publié par Météo-France en novembre 2022.

## Urbanisme

### Typologie
Au 1er janvier 2024, Rougnat est catégorisée commune rurale à habitat très dispersé, selon la nouvelle grille communale de densité à 7 niveaux définie par l'Insee en 2022.
Elle est située hors unité urbaine et hors attraction des villes,.

### Occupation des sols
L'occupation des sols de la commune, telle qu'elle ressort de la base de données européenne d’occupation biophysique des sols Corine Land Cover (CLC), est marquée par l'importance des territoires agricoles (89,7 % en 2018), une proportion sensiblement équivalente à celle de 1990 (89,8 %). La répartition détaillée en 2018 est la suivante : 
prairies (62,6 %), zones agricoles hétérogènes (27,1 %), forêts (10,2 %), zones urbanisées (0,1 %). L'évolution de l’occupation des sols de la commune et de ses infrastructures peut être observée sur les différentes représentations cartographiques du territoire : la carte de Cassini (XVIIIe siècle), la carte d'état-major (1820-1866) et les cartes ou photos aériennes de l'IGN pour la période actuelle (1950 à aujourd'hui).

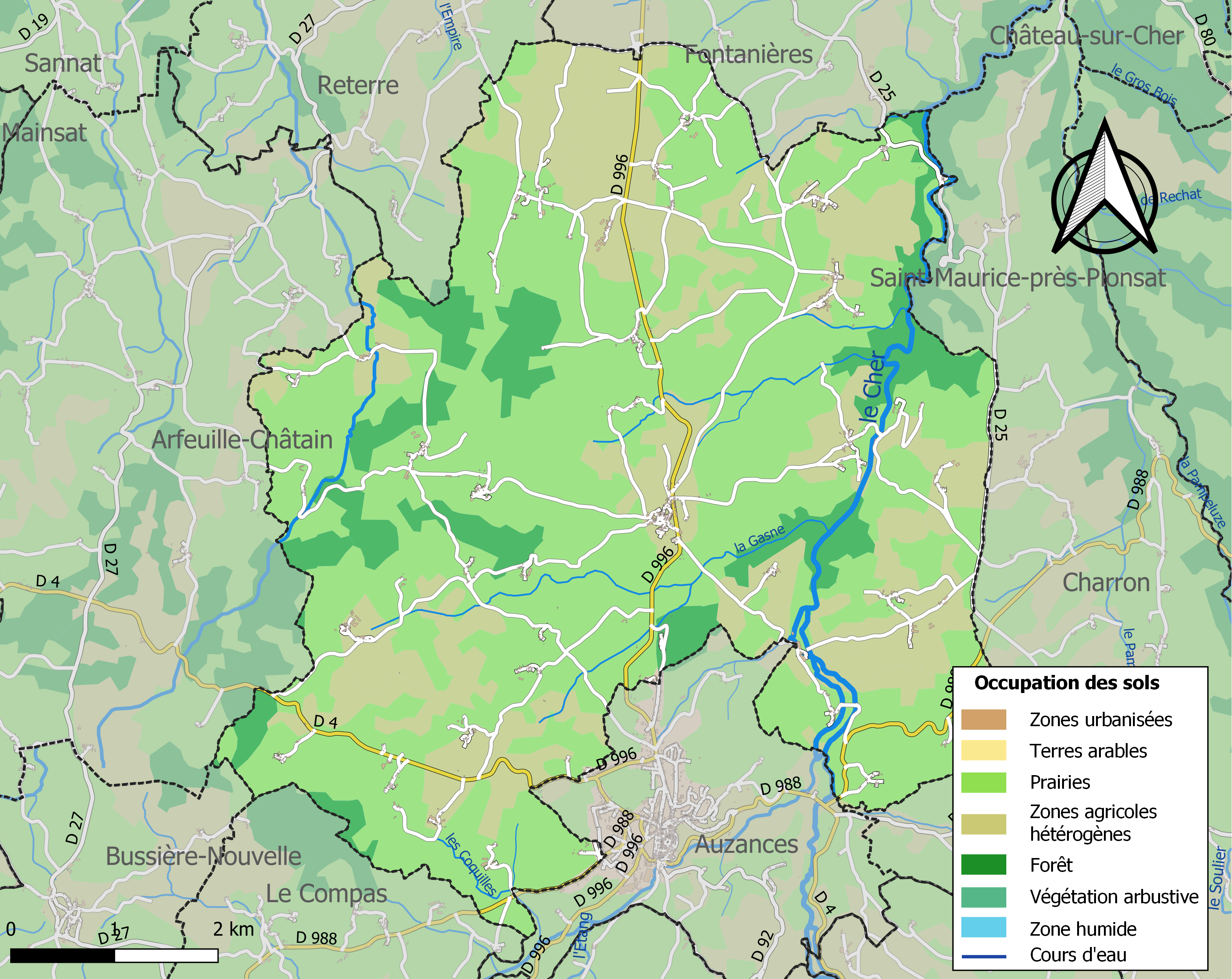
Carte des infrastructures et de l'occupation des sols de la commune en 2018 (CLC).

#### Transport routier
- Réseau TransCreuse

### Risques majeurs
Le territoire de la commune de Rougnat est vulnérable à différents aléas naturels : météorologiques (tempête, orage, neige, grand froid, canicule ou sécheresse) et séisme (sismicité faible). Il est également exposé à un risque particulier : le risque de radon. Un site publié par le BRGM permet d'évaluer simplement et rapidement les risques d'un bien localisé soit par son adresse soit par le numéro de sa parcelle.

#### Risques naturels

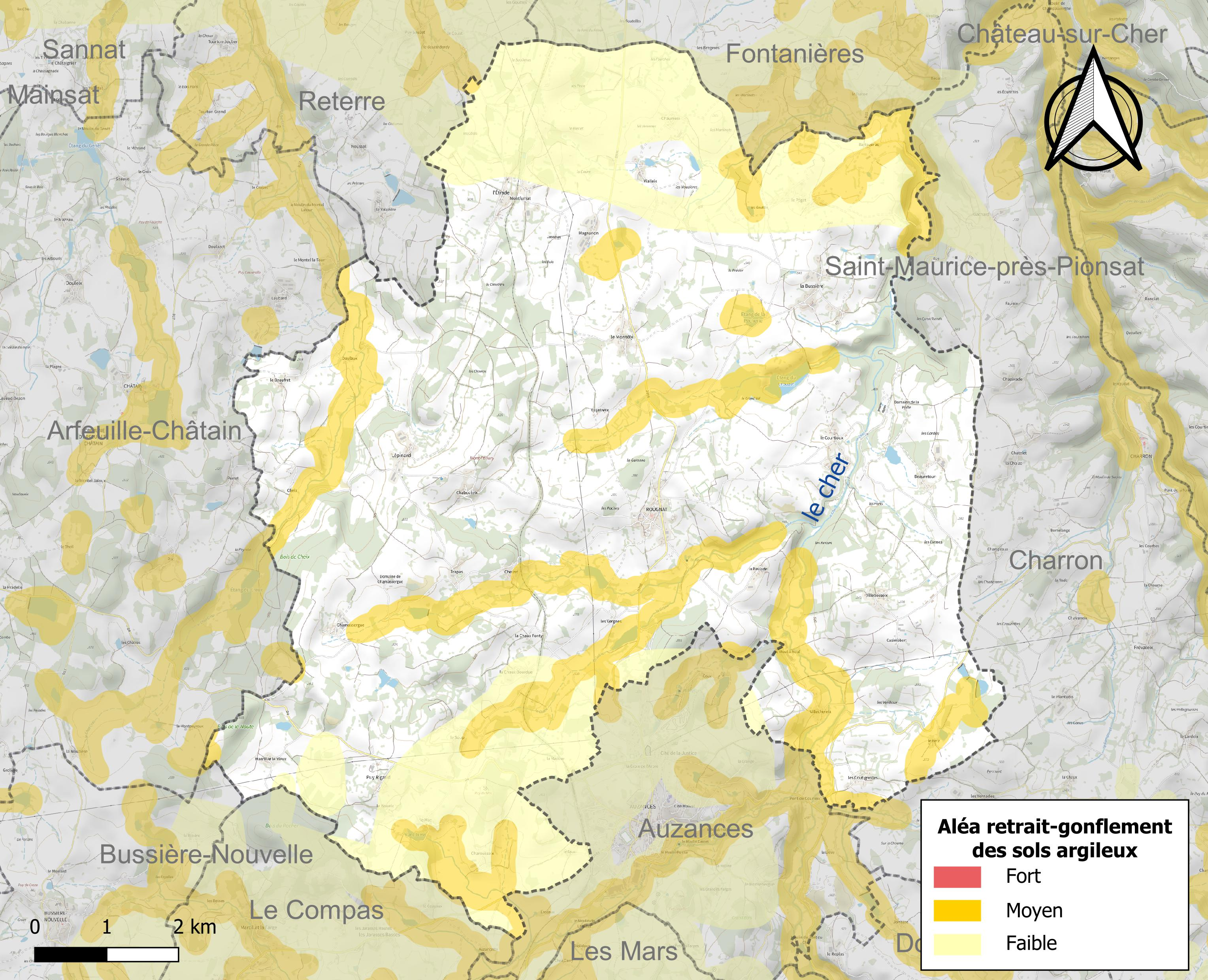
Carte des zones d'aléa retrait-gonflement des sols argileux de Rougnat.

Le retrait-gonflement des sols argileux est susceptible d'engendrer des dommages importants aux bâtiments en cas d’alternance de périodes de sécheresse et de pluie. 17 % de la superficie communale est en aléa moyen ou fort (33,6 % au niveau départemental et 48,5 % au niveau national). Sur les 425 bâtiments dénombrés sur la commune en 2019,  40 sont en aléa moyen ou fort, soit 9 %, à comparer aux 25 % au niveau départemental et 54 % au niveau national. Une cartographie de l'exposition du territoire national au retrait gonflement des sols argileux est disponible sur le site du BRGM,.
Par ailleurs, afin de mieux appréhender le risque d’affaissement de terrain, l'inventaire national des cavités souterraines permet de localiser celles situées sur la commune.
La commune a été reconnue en état de catastrophe naturelle au titre des dommages causés par les inondations et coulées de boue survenues en 1982 et 1999. Concernant les mouvements de terrains, la commune a été reconnue en état de catastrophe naturelle au titre des dommages causés par des mouvements de terrain en 1999.

#### Risque particulier
Dans plusieurs parties du territoire national, le radon, accumulé dans certains logements ou autres locaux, peut constituer une source significative d’exposition de la population aux rayonnements ionisants. Certaines communes du département sont concernées par le risque radon à un niveau plus ou moins élevé. Selon la classification de 2018, la commune de Rougnat est classée en zone 3, à savoir zone à potentiel radon significatif.

## Toponymie
Runhac en occitan.

## Histoire

### Faits historiques importants à travers les âges

#### Époque gallo-romaine
Les thermes d'Evaux ont été découverts et mis en valeur et il est fort probable que Rougnat, en amont sur le Cher, ait profité de la proximité de ces bains pour voir s'implanter des villas dont les romains étaient friands. On dit par exemple que les noms de Villechereix et Villebesseix auraient pour origine l'existence de telles villas sur la commune. Une de ces villas gallo-romaines a été découverte sur le territoire de la commune d’Auzances, à Coux.
Sinon il n'y a qu’une seule trace de passage d'une voie romaine importante, au sud est de la commune : c’est la voie conduisant de Clermont à Saintes et Angoulème.

#### Établissement du christianisme
Le christianisme a été apporté en Limousin par Saint Martial, premier évêque de Limoges. La paroisse de Rougnat a toujours fait partie du diocèse de Limoges.

#### Période barbare
L'ére des invasions barbares a débuté à la fin du IIIe siècle. La région de Rougnat tomba entre les mains des Wisigoths entre 469 et 474 et ils s'y maintinrent jusqu'au temps de Clovis.

#### Période franque
Rien à signaler à Rougnat. À cette époque les régions de la Marche et de la Combraille étaient très pauvres et couvertes de forêts. Ceci attira des hommes épris d'idéal qui venaient y vivre en ermites. C'est le cas des ermites Marien et Avinien qui se sont retirés dans une forêt près d'Evaux, aux confluent de la Tardes et du Cher. On célèbre encore aujourd'hui Saint Marien.
L'histoire de l'Abbatiale d'Evaux commencerait autour des reliques de Saint Marien et l'histoire de la paroisse de Rougnat est très liée au Monastère d'Evaux dont le Prieuré dépendait.

#### Période carolingienne
C'est à cette époque que la Marche, qui dépendait du Limousin, fut détachée pour former un Comté. La région de Rougnat  resta, comme tout le pays de Combraille, en dehors des possessions des premiers Comtes de la Marche et le pays de Combraille eut des Seigneurs particuliers: le premier Seigneur de Combraille fut Amélius de Chambon. À cette époque le pays de Combraille était beaucoup plus étendu et comprenait environ un tiers du département de la Creuse, ainsi qu'une partie de l'Allier (Montaigut, par ex.) et du Puy de Dôme (Pionsat par ex.). La Franc Alleu ( Crocq, Bellegarde, Magnat, Mainsat et Salvert  était une subdivision du pays de Combraille.

#### Période capétienne: les croisades
Au début du règne de Robert le Pieux, fils de Hugues Capet, en 997, Rougnat fut ravagé par la maladie des Ardents et par la famine.
Beaucoup de Seigneurs de Combraille participèrent aux croisades. Le Seigneur de Combraille Amélius de Chambon donna la place pour faire bâtir l'Abbaye de Bonlieu et les moines de cette abbaye eurent une influence très importante sur le développement de l'agriculture dans la région. Plusieurs familles possédant des fiefs dans la paroisse de Rougnat (fief de Cheix) sont cités dans le cartulaire de l'Abbaye (en particulier les familles de la Roche- Aymon et de Chaussecourte).
À la fin du XIIe siècle la région subit le contre-coup des luttes entre les rois d'Angleterre et les rois de France: l'abbaye de Bonlieu en a subi les conséquences.
Le pays de Combraille et, par conséquent Rougnat, a été rattaché à l'Auvergne, à la suite du mariage de Pétronille de Chambon avec Guy II, compte d'Auvergne et Seigneur d'Auzances. Le pays de Combraille a été démantelé et en particulier Montaigut fut incorporé au Bourbonnais.
Lorsqu'à la suite des démembrements le pays de Combraille fut restitué à Guillaume X, fils de Pétronille de Chambon et de Guy II; il ne comprenait plus que le territoire correspondant aux quatre chatellenies d'Auzances, de Lépaud, d'Evaux et de Chambon. Sermur resta au Seigneur de Bourbon.
À la suite de différents mariages successifs, au milieu du XIIe siècle, il y avait alors dans la paroisse de Rougnat à la fois des possessions du Seigneur de Bourbon et du Comte d'Auvergne.
Sermur réintégra le pays de Combraille en 1303, à la suite du mariage du Comte d'Auvergne avec Béatrix de Montgascon.
À partir de 1304, les cinq chatellenies du pays de Combraille (Auzances, Lépaud, Evaux, Chambon et Sermur) ont formé un bailliage régi par la Coutume d'Auvergne.

#### La guerre de Cent Ans
Le pays de Combraille souffrit beaucoup et en particulier après la défaite de Jean le Bon, lorsque les troupes anglaises traversèrent la Haute Marche et le Pays de Combraille.
On signale que, près de chez nous,  le Château de la Roche-Aymon près d'Evaux et la ville d'Auzances furent attaqués.
Le Pays de Combraille et le Franc-Alleu se trouvèrent à la limite des frontières du roi d'Angleterre. En 1439, le roi Charles VII allant de Limoges à Montaigut en Combraille traversa le territoire de la paroisse de Rougnat. En 1440 le mouvement de révolte de l'aristocratie (appelé praguerie) a eu une répercussion dans le pays de Combraille car le dauphin participait à cette révolte et se retira en Auvergne et en Bourbonnais et le comte de Montpensier, seigneur du pays de Combraille prenait son parti ; ce qui obligea le roi à faire assiéger Chambon,  Evaux, ainsi que d'autres places fortes.
De 1431 à 1433 il y eut une grande famine en Limousin et surtout en Marche. De plus on signale que les conséquences de la guerre de Cent Ans ont été désastreuses pour le pays de Combraille à tel point que la chatellenie de Lépaud (partie du pays de Combraille) a dû être repeuplée par des individus venus d'Anjou, de Tourainne, de Bretagne et du Limousin

#### La période moderne
Cette période débute avec la fin du règne de Charles VII. C'est ce que l'on appelle la transition entre le Moyen Âge et les temps modernes. Cette époque correspond à l'abandon du latin pour le français. C'est également la période de rédaction des coutumes; la paroisse de Rougnat est régie par la coutume d'Auvergne

#### Les guerres de religion
Le chef du protestantisme en Limousin était Henri Ie de la Tour d'Auvergne, baron de Crocq.
En Combraille, on peut préciser que:
- En 1574 les protestants ont envahi Chambon, pillé et brûlé l'abbaye et mis en pièces la chasse de sainte Valérie
- En 1576, Jean II de Durat, seigneur des Portes, bailli du pays de Combraille et capitaine des châteaux d'Auzances et de Sermur a levé des troupes et chassé momentanément les protestants
- En 1587 le pays de Combraille a été réuni à la Généralité de Moulins.
- En 1588, les troupes protestantes qui trraversaient le territoire furent poursuivies par les seigneurs de la Villeneuve, de la Roche-Aymon, de St Priest et de Charron.

On signale également, vers la fin des guerres de religion, la révolte des Crocquants qui auraient, dit-on, tiré ce nom de la ville de Crocq qui était une de leurs citadelles

#### LesXVIIeetXVIIIesiècles
- En 1626 la Duchesse de Montpensier, dame du pays de Combraille et d'Auzances, épousa Gaston de France, duc d'Orléans et frère du roi Louis XIII. Auzances et Rougnat eurent, à partir de cette date, les princes d'Orléans comme seigneurs dominants.

Pendant la période correspondant au règne de Louis XIII, il y eut peu d’événements importants :
- De mars à juillet 1614 il y eut une grande disette de blé ;
- Le 3 mai 1617 on ressentit un grand tremblement de terre qui effraya la population ;
- Le duc de Bouillon, baron de Crocq cherchait encore à soulever les protestants ;
- D'octobre 1630 jusqu'à l'année suivante, à la suite d'intempéries, il y eut une très grande disette ;
- En 1693, le pays de Combraille fut laissé, par testament, à Philippe Ie d'Orléans, fils de Louis XIII qui fut régent, à la mort de Louis XIV, pendant la minorité de Louis XV.

Des écrits datant du début du règne de Louis XIV (voir [1]) résument l’organisation du Pays de Combraille qui confirment que la Combraille était constituée, à cette époque, de 55 paroisses regroupées en 5 châtellenies (Auzances, Evaux, Chambon, Sermur et Lépaud)
On y apprend également que le prieuré-cure de Rougnat dépendait encore du monastère d’Evaux.
On sait qu’il y a eu un procès entre les serfs du pays de Combraille et les chanoines du monastère d’Evaux dont dépendait le prieuré-cure de Rougnat. Ce procès concernait la condition d’un enfant quand un seul des parents était serf. La décision alla dans le sens du servage.
À la fin du XVIIe siècle Gaspard de Ligondés, brigadier des armées du Roi et Seigneur de Chateaubodeau avait des troupes casernées à Chateaubodeau.

### Organisation sous l'ancien régime
Nous nous[Qui ?] bornerons à évoquer l’organisation sous l’Ancien Régime telle qu’elle a existé depuis la fin du règne d’Henri IV (1600-1610).
Concernant Rougnat, faisant partie du Pays de Combraille, cette organisation a peu changé jusqu’à la fin de l’Ancien Régime.
À cette époque, il n’y avait plus en France que six principautés souveraines, qui correspondaient à des petits fiefs qui avaient conservé leur indépendance féodale.
Par contre, il subsistait encore de grandes familles seigneuriales qui n’avaient plus aucune importance politique mais qui conservaient leur titre et des revenus.
Parmi celles-ci se trouvait la maison de Bourbon, dont une branche possédait le Duché-paierie de Montpensier incluant le Pays de Combraille.
Cette branche s’éteignit en 1608, lorsque Marie de Bourbon, la fille  d’Henri de bourbon, duc de Montpensier, épousa Gaston de France, duc d’Orléans et Frère du Roi Louis XIII et lui porta le duché de Montpensier et le Pays de Combraille. Les princes d’Orléans gardèrent ce duché jusqu’à la révolution

### Hiérarchie féodale
Rougnat dépendait globalement de la Chatellenie d’ Auzances, mais certains villages dépendaient de la directe seigneurie d’Evaux, et de Sermur. Le tableau suivant récapitule l'organisation administrative de Rougnat sous l'ancien régime.

### Organisation depuis la révolution
Toute l'ancienne administration royale est supprimée; désormais il n'y a plus de provinces (293), de gouvernements (40) ni de généralités (32)).
À la suite d'une succession de lois et de constitutions, l’organisation administrative de la France a évolué avec :
- la création des départements, des districts, des cantons et des communes, avec la loi du 22 décembre 1789 ;
- la disparition des districts et des cantons et leur remplacement par des arrondissements communaux, avec la loi du 28 pluviose an VIII ;
- la recréation des cantons à la suite de la constitution du 26 octobre 1795.

En fonction de ces évolutions, Rougnat a été dans le département de la Creuse et le district d ’Evaux. Ensuite il a appartenu au canton d’ Auzances et à l’arrondissement d’Aubusson.
Les communes ont le plus souvent occupé le territoire des paroisses de l’ancien régime. En ce qui concerne Rougnat, les villages des Farges, de la Mérodie et du Monsenergue ont été rattachés à la commune d’Auzances.
À cette époque, la commune de Rougnat était peuplée d’environ 1 880 habitants. Selon la loi du 28 pluviose an VIII, elle devait être administrée par un maire, un adjoint et dix conseillers municipaux.
Aujourd’hui, malgré quelques évolutions Rougnat fait toujours partie du canton d’Auzances, de l’arrondissement d’Aubusson et du département de la Creuse.
D’ autres strates administratifs ont été rajoutés: les régions et les communautés de communes.
Rougnat fait partie de la communauté de communes d’ Auzances-Bellegarde.
Rougnat faisait partie de la région Limousin et, à partir du 31 décembre 2015, fait partie de la région Nouvelle Aquitaine.

## Politique et administration
Voici la liste des maires, depuis la création des communes, jusqu'à nos jours

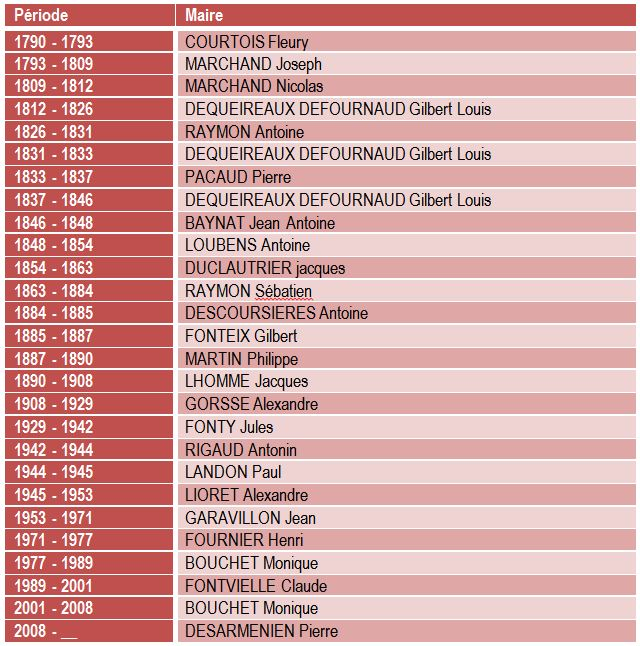

Pierre Désarménien (DVD) est président de la communauté de communes de janvier 2017 à août 2021.

## Démographie
L'évolution du nombre d'habitants est connue à travers les recensements de la population effectués dans la commune depuis 1793. Pour les communes de moins de 10 000 habitants, une enquête de recensement portant sur toute la population est réalisée tous les cinq ans, les populations de référence des années intermédiaires étant quant à elles estimées par interpolation ou extrapolation. Pour la commune, le premier recensement exhaustif entrant dans le cadre du nouveau dispositif a été réalisé en 2005.

En 2022, la commune comptait 474 habitants, en évolution de −4,82 % par rapport à 2016 (Creuse : −3,32 %, France hors Mayotte : +2,11 %).
| 1793  | 1800  | 1806  | 1821  | 1831  | 1836  | 1841  | 1846  | 1851  |
| ----- | ----- | ----- | ----- | ----- | ----- | ----- | ----- | ----- |
| 1 878 | 1 816 | 1 822 | 1 824 | 2 033 | 2 199 | 2 228 | 2 250 | 2 253 |

| 1856  | 1861  | 1866  | 1872  | 1876  | 1881  | 1886  | 1891  | 1896  |
| ----- | ----- | ----- | ----- | ----- | ----- | ----- | ----- | ----- |
| 2 193 | 2 168 | 2 166 | 2 103 | 2 098 | 2 008 | 2 063 | 2 075 | 1 983 |

| 1901  | 1906  | 1911  | 1921  | 1926  | 1931  | 1936  | 1946  | 1954 |
| ----- | ----- | ----- | ----- | ----- | ----- | ----- | ----- | ---- |
| 1 838 | 1 809 | 1 687 | 1 520 | 1 365 | 1 270 | 1 250 | 1 068 | 961  |

| 1962 | 1968 | 1975 | 1982 | 1990 | 1999 | 2005 | 2006 | 2010 |
| ---- | ---- | ---- | ---- | ---- | ---- | ---- | ---- | ---- |
| 896  | 856  | 764  | 676  | 631  | 541  | 545  | 542  | 531  |

| 2015 | 2020 | 2022 | - | - | - | - | - | - |
| ---- | ---- | ---- | - | - | - | - | - | - |
| 498  | 479  | 474  | - | - | - | - | - | - |

## Activités économiques
Les mémoires sur la Généralité de Moulins datant de la fin du XVIIle, précisent qu’à cette époque :
·   La Marche et le pays de Combraille sont des pays de montagne et de bruyère où l’on cultive quelque blé-seigle et surtout du blé noir dont les paysans se nourrissent ;
·   On y cultive aussi beaucoup de raves qui servent de nourriture à la fois aux paysans et aux bestiaux qu’ils engraissent et vendent (bœufs, vaches, veaux et moutons) ;
·   Le pays est entrecoupé de haies et il y a peu de bois ;
·   Il y a beaucoup d’étangs dont le poisson se vend en Auvergne ;
·   Les habitants recourent à l’industrie pour vivre : tous ceux qui sont en état de travailler quittent le pays au mois de mars pour aller exercer des activités de manœuvres, maçons, scieurs de long laissant les femmes effectuer les travaux de la ferme. Ils rentrent fin novembre, avec leurs économies qui leur permettent de s’acquitter de la taille et d’autres charges publiques.
Rougnat n’échappe pas à cette description.
Le phénomène migratoire des maçons de la Creuse s’est amplifié sous le second empire, avec en particulier les travaux engagés par le Baron Haussmann à Paris.Les maçons de la région allaient beaucoup vers Lyon. Plus tard l’avènement du chemin de fer a orienté les maçons vers la construction des ouvrages d’art (ponts, viaducs). 

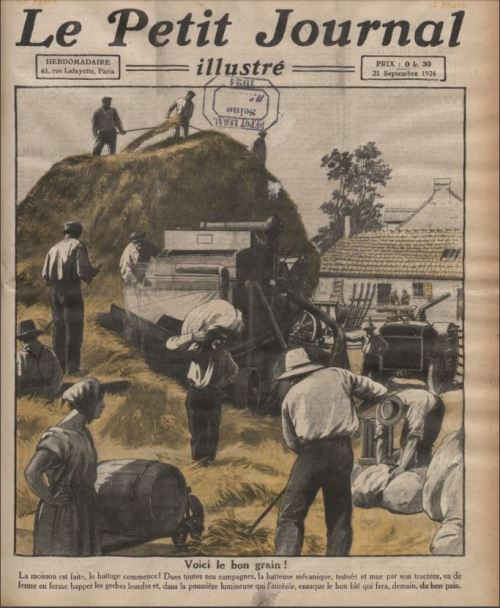

Quant aux révolutions industrielles, nous n’avons pas de témoignages précis sur la façon dont se sont manifestés à Rougnat les effets de ces différentes révolutions industrielles, mais nous pouvons supposer que ceux-ci sont les mêmes que partout ailleurs.
On peut dire que, rapidement pour les travaux de battage, l’énergie des hommes et des animaux a été successivement remplacée par l’énergie fournie par la vapeur, puis par le semi diesel.
Chacune de ces révolutions a eu un impact sur les activités de nos campagnes.
·   Avant la première révolution industrielle, les seules formes d’énergie permettant d’effectuer les travaux des champs étaient la force humaine et la force animale.
·   Lorsque la mécanisation est apparue, en particulier pour les travaux des moissons, les machines étaient actionnées par des animaux : les javeleuses, puis les moissonneuses étaient tirées par des bœufs ou des chevaux et les premières batteuses étaient actionnées par des manèges à chevaux.
·   La machine à vapeur a permis de développer la locomobile, qui a alors remplacé le manège à chevaux pour actionner les batteuses. Ces mêmes machines ont été utilisées, en dehors de la saison de battage, pour actionner des bancs de scie et le métier de scieur de long a peu à peu disparu.
·   Le tracteur, d’abord propulsé par un moteur semi diesel a remplacé la locomobile, puis la traction animale pour les travaux de labour et de moissons, avant de devenir la force de propulsion de l’ensemble des machines qui lui sont associées, et de plus en plus connectées.

### L’évolution des activités de base
Les fiches de recensement de la population permettent de constater l’évolution des activités de base, telles que décrites dans les mémoires sur la Généralité de Moulins, évoquées auparavant.
- En  1866, 33 % de la population active exerçait le métier de maçon et 55 % celui de cultivateur
- En 1901, on retrouvait seulement 15 % de maçons et près de 70 % de cultivateurs
- Durant ces deux périodes, la proportion des autres métiers restait sensiblement constante (12 à 15 %)

### Les autres activités artisanales
Parmi les autres métiers, on va trouver des sabotiers, des couturiers, des meuniers, des forgerons et des maréchaux ferrants, des tailleurs de pierre, des menuisiers, charrons et charpentiers, les scieurs de long.
En 1901, on voit apparaitre d’autres métiers liés au développement des chemins de fer : les employés de chemin de fer ou les gardes barrières.
Avant la révolution industrielle ces différents métiers artisanaux utilisaient la seule force de l’homme

### La meunerie
Avant la révolution industrielle les seules forces utilisables étaient la force de l’’homme, la force animale, et la force des éléments naturels (le vent et l’eau). Chez nous, le vent a un caractère aléatoire et sa force est considérablement atténuée par les reliefs. Par contre, le cher traverse la commune à l’est et la force hydraulique de cette rivière a été utilisée essentiellement pour actionner des moulins à farine ou à chanvre.
A la révolution, il y avait quatre moulins à farine ou à chanvre mûs par la force de l’eau, tous en bord du Cher :
·   Le Moulin Neuf, exploité par Gorsse Jacques
·   Le moulin de la Manne, exploité par Legrand Antoine
·   Le moulin de La Bussière, exploité par Fonty Jean
·   Le moulin de Saillant, exploité par Dugat Marien.

### La filature du Moulin Neuf
En 1880 le fils de Jacques Gorsse, Pierre Gorsse transforme le moulin en carderie et filature. En 1896, son fils Alexandre reprend la filature, dont l’activité consiste essentiellement à collecter la laine brute auprès des éleveurs et à la rendre sous forme de laine filée.
Le nom de Fonty apparait au moment du mariage de la fille d’Alexandre, petite fille du fondateur, avec Fonty Emile, fils de cultivateur à Arfeuille, commune limitrophe de Rougnat.
La filature est reprise par Jean Fonty, fils d’Emile, à son grand père Jacques Gorsse. Il a élargi l’usage local de laine filée en la proposant à des forains, des merciers, des bonnetiers.
En 1962, alors que la filature compte 5 à 6 ouvriers, Jacques succède à son père et la filature prend un nouvel essor en se diversifiant de plus en plus, en construisant de nouveaux ateliers et surtout en développant l’exportation vers l’Europe, les États-Unis et le Japon. Elle compte une quarantaine d’ouvriers fin des années 70.
Au décès de Jacques, en 1993, l’activité continue sous la responsabilité de son épouse, Suzanne Fonty.
En 1997, l’entreprise est vendue au groupe De Poortere-Balsan et compte 24 salariés en 2006, lorsqu’elle est reprise par 4 actionnaires français du textile et se recentre sur le fil à tricoter et compte aujourd’hui 18 personnes et devient la filature de Rougnat.
Benoit de Larouzière, ancien conseiller en stratégie, a racheté l'entreprise au printemps 2017. Elle compte aujourd’hui une vingtaine de personnes.

## Culture locale et patrimoine

### Lieux et monuments

#### Les principaux monuments et lieux caractéristiques
- L'église Saint-Laurent, en partie des XIIe et XIIIe siècles[24], contient des boiseries de style Louis XV ainsi que des tableaux attribués au maître italien Giovanni Domenico Lombardi du XVIIIe siècle[25]. L'édifice est inscrit au titre des monuments historiques en 1935[26].
- Château-Bodeau (XVe siècle - propriété privée) se trouve à proximité du village du Courtioux, au bord du Cher. Il a servi de cadre au film d'Alain Corneau : Tous les matins du monde.
- À proximité du hameau de Cujasseix, au nord de Rougnat, des fouilles ont permis de mettre au jour les fondations de constructions gallo-romaines. Certains objets trouvés sur le site sont exposés dans la chapelle Sainte-Marguerite à Auzances[27].

#### L'église et la paroisse de Rougnat
Le christianisme a été apporté en Limousin (pays des Lémovices) par saint Martial, qui fut le premier évêque de Limoges et Rougnat a toujours fait partie du diocèse de Limoges.
En 1106 une église était signalée sous le vocable ecclesia de Ruinac, dans les registres du chapitre de l’archevêché de Limoges. Les registres du chapitre d'Évaux font ensuite état, en 1158, des églises Saint-Jean et Saint-Laurent de Runiaco.
Après avoir été un prieuré-cure de l’archiprêtré de Combraille le prieuré de Rougnat est devenu une annexe du monastère d’Évaux dont on ne connait pas la date de fondation (on parle du prévôt d’Évaux en 936). L’église de Rougnat était desservie par un prieur-curé titulaire, assisté d’un vicaire et d’un certain nombre de prêtres vivant en communauté. Les archives du diocèse de Limoges citent le prieuré de Rougnat comme annexe du monastère d’Évaux jusqu’en 1569. Le prévôt du monastère d’Évaux  effectuait les nominations au prieuré mais la paroisse faisait partie du diocèse de Limoges et l’évêque conservait les mêmes droits qu’il avait sur toute paroisse. Cette ambiguïté fut longtemps la source d’incidents car le droit de nomination du prieur-curé de Rougnat ne fut accordé à l'évêque de Limoges par le pape Clément XII, qu’en 1731, après intervention des rois Louis XIV et Louis XV.

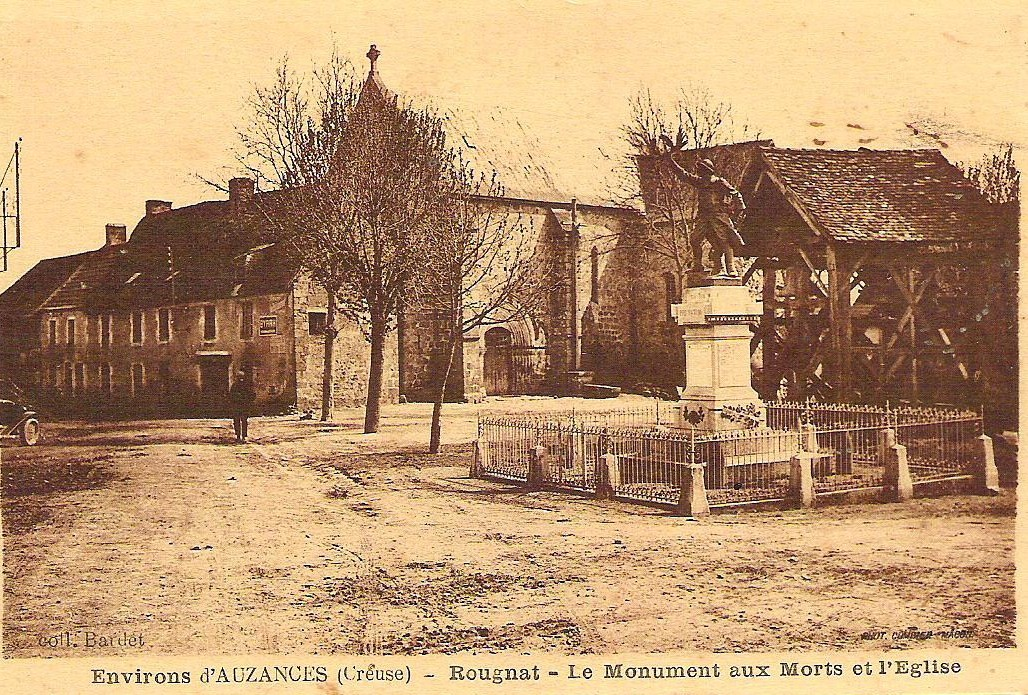

L’église actuelle de Rougnat est l’église Saint-Laurent qui date des XIIe, XIIIe et XVe siècles. Après sa construction, l'ancienne église est devenue une annexe, puis une chapelle et ses ruines auraient encore été visibles dans les années 1770.
Les cloches sont relativement récentes car elles ont été refondues alors qu’Annet Jallat était curé (entre 1867 et 1883).
Le clocher s’est effondré et a dû être démoli à la fin du XIXe siècle. Les cloches ont été installées dans une construction provisoire en charpente, que nous apercevons sur la carte postale, à droite du monument aux morts.

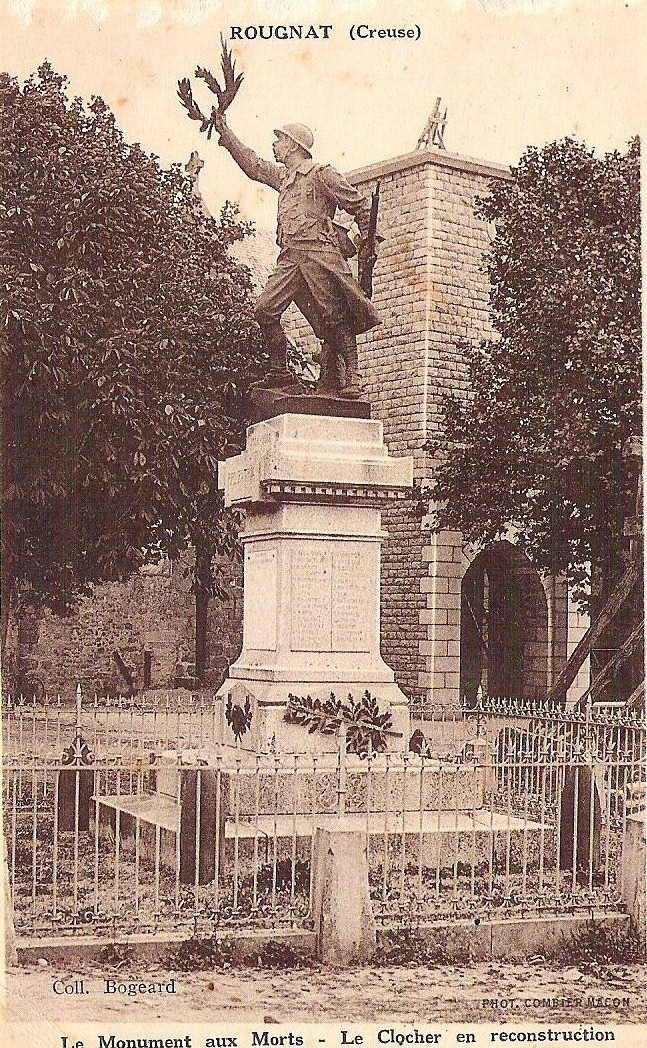

La construction du nouveau clocher s'est effectuée au début des années 1930 et s'est terminée en 1933. La carte postale ci-contre en est une illustration. On voit en particulier, derrière le clocher en cours de construction dépasser la chèvre, sorte de grue, qui permettait de monter les matériaux sur le chantier
Le cimetière de la paroisse de Rougnat était situé, suivant un usage très répandu dans la région, à côté de l'église actuelle. Ce cimetière a été déplacé et se trouve à son emplacement actuel, en dehors du bourg.
Il aurait existé antérieurement un autre cimetière dit cimetière Saint-Hilaire situé près d'un tumulus, vestige de la civilisation celtique. Ce tumulus existait encore en 1888, selon [2] et se serait situé à l'emplacement de l'école actuelle.
Les églises de Rougnat ont servi de sépultures, soit à des prêtres de la paroisse, soit à des membres des familles seigneuriales, soit même à des gens qui ne faisaient pas partie de la noblesse ni du clergé.
Parmi les membres du clergé on citera, par exemple Jacques de Vauchaussade et François Pannier. Parmi les familles seigneuriales, on citera la famille de Ligondès dont plusieurs membres ont été inhumés dans la chapelle Notre-Dame. On fait également mention, en date du 15 décembre 1688 de l'inhumation de Gabriel Barbet, scieur de long du village de Villechereix, ainsi que du fils de Jacques et Gasparde Gyribouleau, métayer à Magnanon, inhumé dans la chapelle Saint-Jean le 26 décembre 1718 à l'âge de 13 ans environ.
Les 21 tableaux que l’on trouve dans l'église actuelle ont été peints au milieu du XVIIIe siècle, par un peintre italien d'origine florentine : le chevalier de Lombardie.
À la suite d'une visite pastorale le 4 juin 1726 est mise en évidence la pauvreté du mobilier de l'église Saint-Laurent. L'abbé François Panier nommé prieur-curé en 1722 assistait à cette visite et a pris conscience de cet état de fait.
Originaire de la région lyonnaise il avait peut-être connaissance de ce peintre qui y séjourna et ce n'est peut-être pas étranger au choix fait, en 1751 de confier à ce peintre la décoration de l'église.
Nous n'avons aucune information sur le mode de financement de cette opération. On peut simplement remarquer plusieurs choses :
D'abord, l'abbé Panier succédait à Jacques de Vauchaussade et la famille de Vauchaussade possédait le fief de Cheix préalablement détenu par la famille de la Roche Aymon. et que la première affaire que dut gérer l'abbé Pannier concernait le legs du presbytère consenti par Jacques de Vauchaussade à la paroisse. 

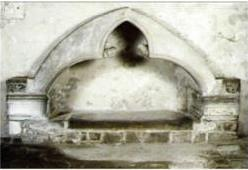

D'autre part la famille de Ligondès possédait depuis 1554 les terres de Châteaubodeau et a fortement imprimé sa marque à Rougnat. Elle possédait dans l'église Saint-Laurent une chapelle dédiée à Notre Dame dans laquelle plusieurs de ses membres ont été inhumés.
Au cours des temps, de nombreux travaux de restauration ont été entrepris.
On sait, par un document d'archives daté du 11 février 1846 que des travaux de restauration des boiseries, des dorures et des tableaux étaient envisagés, selon un devis en date du 9 juin 1839. On ne sait pas si ces travaux ont été effectués.
En 1956, la remise en état de la couverture et la consolidation des contreforts de l'église furent effectués. Vers 1959, des travaux de rénovation des enduits intérieurs conduits par l'architecte Eugène Bougerol ont permis de découvrir l'enfeu du transept sud.de la famille de Ligondès (voir photo ci-contre)

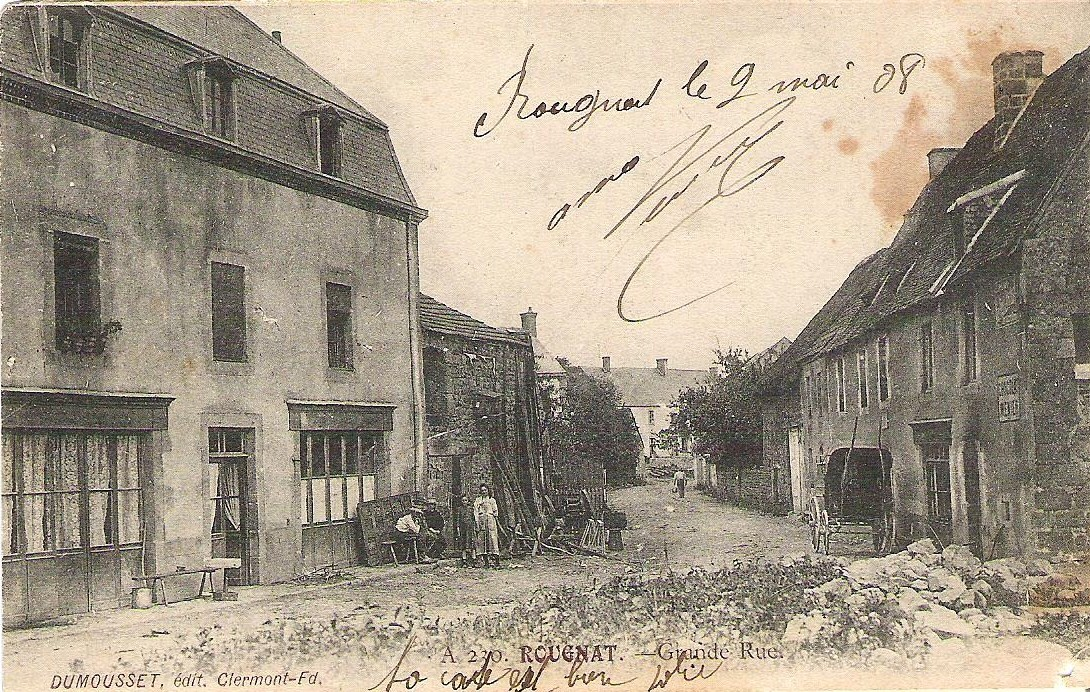

C'est à cette époque que l'abbé Verrier, exerçant dans la paroisse de Rougnat entreprit d'obtenir la restauration de l'ensemble du décor. Ce n'est qu'en 1962-1963 que ces travaux furent réalisés par l'entreprise Maimponte, sous la direction de François Enaud, inspecteur des monuments historiques. Cette restauration a consisté en un traitement global des boiseries en les recouvrant de feuilles d'or, un traitement des peintures et un nettoyage des douze scènes de la vie du Christ
C'est également l'abbé Verrier qui entreprit l'échange de l'ancien presbytère avec la maison de Marie Vialtaix, boulangère, que l'on voit sur la droite de la carte postale. Le presbytère précédent, que l'on aperçoit au fond de la rue sur la même carte, était un don de la famille Dupoux.
En 1998, Alexandre Ganichon, fit réaliser par le maître verrier Alain Gautier, pour l'imposte de la porte d'accès sud, un vitrail représentant Alexandre.
L'ensemble des peintures est classé et donc protégé, de même que les décors intérieurs, l'autel, ses deux gradins, le tabernacle et les retables.
L'église est inscrite à l'inventaire supplémentaire des monuments historiques depuis le 9 septembre 1935.
Les travaux menés actuellement dans l'église ne sont pas décrits dans ces pages. Ils vont constituer dans les prochaines années une étape supplémentaire importante à inscrire dans son histoire.
Les sources principales utilisées pour la rédaction de ce chapitre sont : 
- Notes historiques sur la région et la paroisse de Rougnat (Antonin du Beaufret – 1905
- Histoire illustrée des villes d'Auzances et de Crocq (Ambroise Tardieu et Augustin Boyer-1888)
- Brochure Rougnat et son église

dont certaines figurent dans la liste des références.

### Personnalités liées à la commune
- Pierre Cour (1916-1995). Parolier de nombreuses chansons à succès dans les années 1960. Il s'installa au moulin de Mallory, au bord du Cher. Il est enterré dans le cimetière de Rougnat[28].
- Bernard Chevallier (1925) - Joueur de rugby à XV - 26 sélections en équipe de France de 1952 à 1957 carrière à l'AS Montferrand en seconde ligne.
- José Van Dam (né en 1940). L'un des plus grands chanteurs lyriques de sa génération (baryton-basse). Il a été propriétaire pendant plusieurs années de Château-Bodeau.
- François (Férenc) Sajo : François Sajo est un peintre-graveur hongrois né en 1936. En 1956, après les événements de Budapest, il quitte la Hongrie pour poursuivre ses études artistiques à l'école des Beaux-Arts de Paris pendant six ans. Sa carrière de peintre se prolonge en Hongrie à partir de 1964 et en 1975 il s'installe définitivement en France, à Rougnat, dans le prieuré de la maison dite « des Sœurs ». Il est décédé à Rougnat en 2013[29]. On peut consulter son site en activant la référence le concernant.

### Héraldique
| Blason de Rougnat | Blason  | D'or à deux bandes ondées d'azur accompagnées en chef, à senestre, d'un gril de sable, le manche en bas ; au franc-quartier de gueules chargé d'un agneau pascal d'argent, onglé de sable, portant une croix haute d'or au guidon d'argent chargé d'une croisette de gueules. |
| Blason de Rougnat | Détails | Le statut officiel du blason reste à déterminer. |